# Dworzec autobusowy w Kielcach
Dworzec autobusowy w Kielcach – budynek dworca (dawniej: Dworzec PKS) o kształcie rotundy, z powodu którego nazywany bywa „spodkiem”. Znajduje się w centrum Kielc przy ul. Czarnowskiej.

## Lokalizacja
Dworzec Autobusowy położony jest w północnym Śródmieściu przy ul. Czarnowskiej. Znajduje się on około 350 metrów od dworca stacji Kielce Główne oraz 850 metrów od kieleckiego Rynku. Od południa obszar dworca ograniczony jest ul. Czarnowską, od zachodu ul. Gosiewskiego (część DW762), od wschodu Galerią "Czarnowska", natomiast od północy kościołem Św. Krzyża.

## Opis
Budowę rozpoczęto w 1975 roku, budynek oddano do użytku 20 lipca 1984. Zaprojektowali go arch. Edward Modrzejewski, inż. Jerzy Radkiewicz i inż. Mieczysław Kubala (odpowiedzialny za komunikację). Docelowo w założeniu miał obsługiwać 1500 autobusów i 24 800 pasażerów w ciągu doby.
Dworzec ma 14 metrów wysokości i trzy kondygnacje. Ruch pasażerski i kołowy odbywa się na nim prawie bezkolizyjnie, tzn. autobusy jeżdżą dookoła budynku, a zatrzymują się na bocznym pasie, natomiast pasażerowie dostają się do niego korytarzami umieszczonymi pod tymi pasami (przejścia podziemne). Perony przykryte są wiatą o średnicy 80 m, zawierają 15 stanowisk dla autobusów. Do niedawna podróżni mieli również możliwość oczekiwania na przyjazd autobusu, nie wychodząc z budynku, jednak widok na stanowiska został zasłonięty małymi sklepikami i punktami gastronomicznymi.
Budynek został wpisany na listę zabytków. Świętokrzyski konserwator zabytków oznajmił: „wzniesiony w latach 1975–1984 budynek dworcowy m.in. stanowi unikalny i nowatorski przykład architektury PRL, uznawany za jedną z cenniejszych realizacji architektonicznych w Polsce w latach 70. i 80. XX wieku, i materialny dokument epoki.(...)”.
W marcu 2013 roku właścicielem obiektu stała się spółka PKS 2. Pod koniec marca 2016 roku miasto odkupiło dworzec za 20 mln zł. Modernizacja dworca rozpoczęta została we wrześniu 2018 roku. Według planu zachowano charakterystyczną bryłę obiektu, natomiast infrastruktura dworca miała zostać znacznie zmodernizowana. Planowane zakończenie prac miało nastąpić w czerwcu 2020. Przewidywany całkowity koszt przebudowy dworca to 68,7 miliona złotych, z czego wkład własny miasta (po uwzględnieniu m.in. dotacji unijnych) wyniesie 9 milionów złotych. Ostatecznie dworzec został ponownie otwarty dla pasażerów i przewoźników 27 sierpnia 2020 r. Modernizacja budynku została nominowana do Nagrody Architektonicznej „Polityki” w ramach jej X edycji.

## Galeria

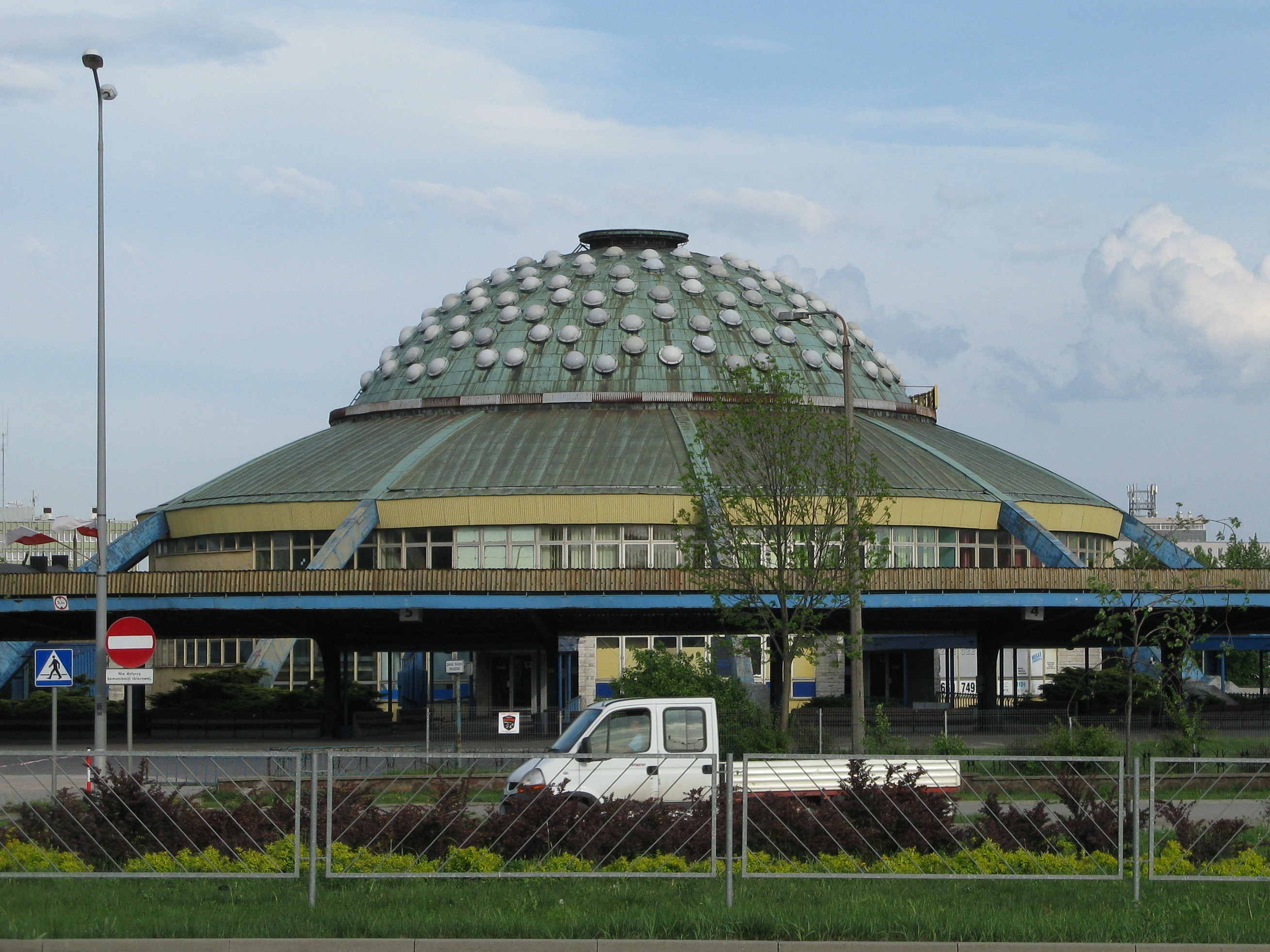
Dworzec przed modernizacją (2018)
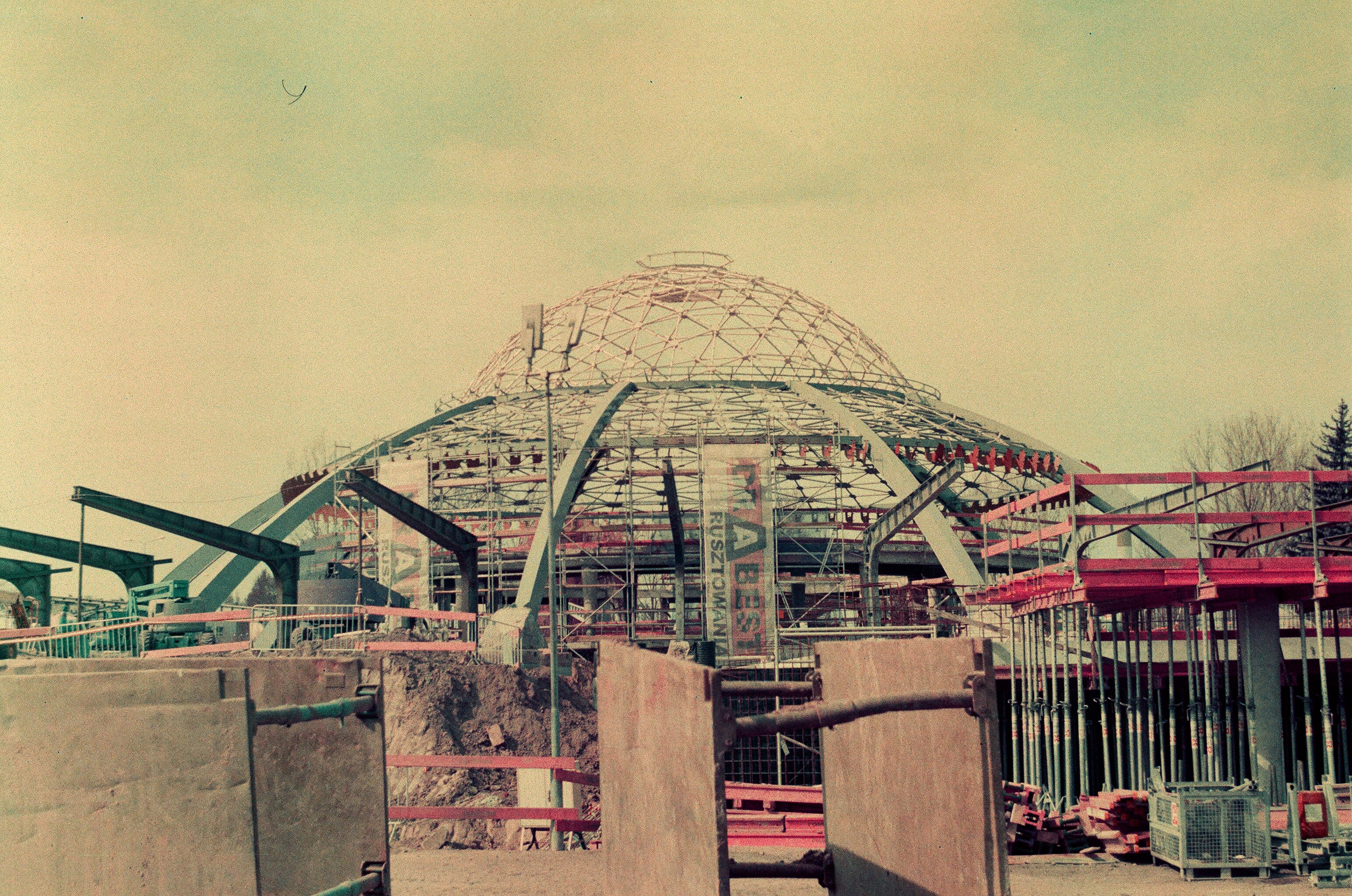
Dworzec w trakcie modernizacji w 2019 roku
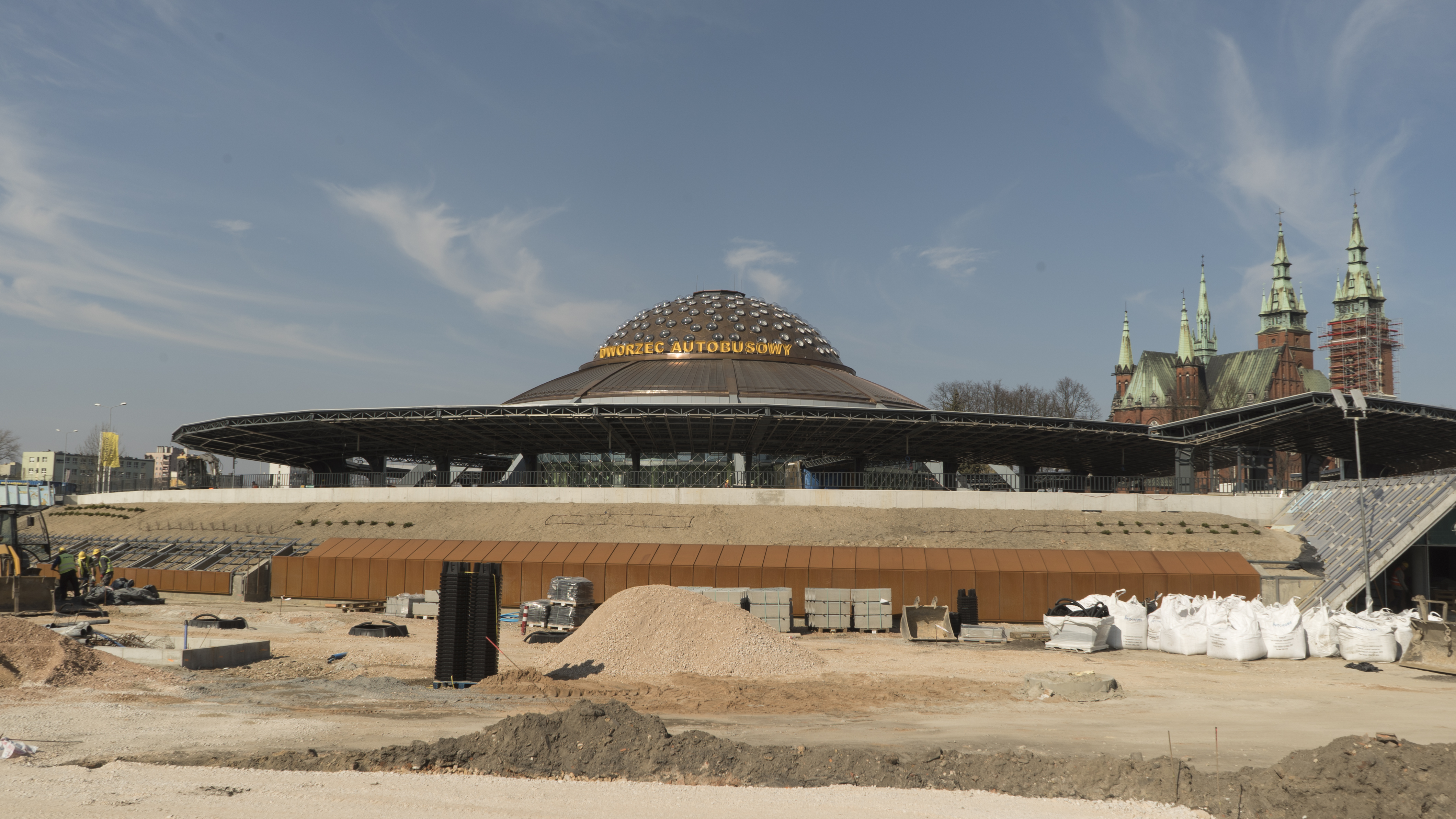
Dworzec w trakcie modernizacji